# 岛雀属
岛雀属（学名：Nesospiza）是裸鼻雀科下的一个属，其下物种均是南大西洋特里斯坦-达库尼亚的特有种。

## 种
- 伊纳克塞瑟布尔岛雀 （Nesospiza acunhae）  易危(IUCN 3.1)[1]
- 南丁格尔岛雀 （Nesospiza questi）  易危(IUCN 3.1)[2]
- 威氏岛雀 （Nesospiza wilkinsi）  濒危(IUCN 3.1)[3]